# Картубані
Картубані (груз. კართუბანი) — село в Грузії.
За даними перепису населення 2014 року в селі проживає 1802 особи.